# Кейт Бедінгфілд
Кетрін Джоан Бедінгфілд (нар. 1982) — американська директорка з комунікацій та керівниця політичної кампанії. Працювала заступницею керівника кампанії президентської кампанії Джо Байдена 2020 року та була директоркою з питань комунікацій Байдена, коли він був віцепрезидентом.
З 20 січня 2020 обіймає посаду директора з комунікацій Білого дому в адміністрації Байдена.

## Раннє життя та освіта
Кейт Бедінгфілд виросла в Санді-Спрингс, штат Джорджія. Її батьки — Дана Х. та Сід Е. Бедінгфілд. Вона відвідувала Середню школу Санді-Спрингс і закінчила старші класи в Ривервудській школі у Санді-Спрингс. Отримала ступінь бакалавра в Університеті Вірджинії.

## Кар'єра

### Політична кар'єра
Бедінгфілд працювала над президентською кампанією Джона Едвардса 2008 року на посаді прессекретаря. Вона також виконувала обов'язки директора з питань комунікації у Джин Шагін у Сенаті 2008 року.
2015 року Бедінгфілд було призначено директоркою з комунікацій тодішнього віцепрезидента Джо Байдена. Вона також обіймала дві додаткові посади в адміністрації Обами: директорки з питань реагування та заступниці директора з питань ЗМІ.
Бедінгфілд виконувала обов'язки заступниці керівника передвиборчої кампанії Джо Байдена-2020. Завдяки її роботі над кампанією журнал Fortune назвав Бедінгфілд однією із найвпливовіших людей у віці до 40 років у державному управлінні та політиці.

#### Адміністрація Байдена
У листопаді 2020 року Бедінгфілд призначено директоркою з комунікацій Білого дому в адміністрації Байдена.

### Приватний сектор
У листопаді 2011 року Бедінгфілд розпочала роботу в Американській кіноасоціації (MPAA). У травні 2013 року Бедінгфілд було призначено речницею та віцепрезидентом з корпоративних комунікацій MPAA. Попрацювавши в адміністрації Обами, Бедінгфілд ненадовго повернулася до спортивних та розважальних комунікацій.

## Особисте життя
Бедінгфілд вийшла заміж за Девіда Келлі Ківа 12 січня 2013 року в єпископській церкві св. Джона на площі Лафайєтт у Вашингтоні. Пара має двох дітей.